# フェーマルン島

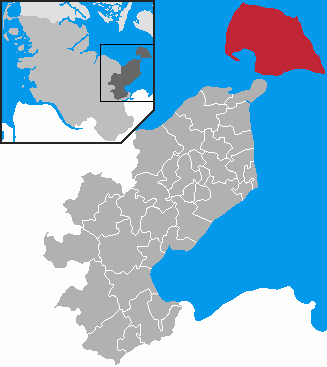
フェーマルン島の位置

フェーマルン島(Fehmarn Island)はバルト海南部にあるドイツのシュレースヴィヒ＝ホルシュタイン州に属する島。キール湾とリューベック湾の間にある。ドイツ本土とはフェーマルン・スンド海峡で隔てられており、フェーマルン・スンド橋が1963年に架けられている。面積は約185km2で人口約6,500人。主な町は南東部にあるブルク・アウフ・フェーマルン、北岸にはプットガルデンの港がある。デンマークのロラン島とはフェーマルン・ベルト海峡を挟んで対しており、ロラン島とを結ぶフェーマルン・ベルトトンネルが構想されている。
座標: 北緯54度28分41秒 東経11度07分12秒 / 北緯54.478056度 東経11.12度